# Lista över Österrikes statsöverhuvuden
Österrike har haft följande statsöverhuvuden under olika tidsperioder:

## Hertigar 1156-1457

### Huset Babenberg
- Henrik II (1156-1177)
- Leopold V (1177-1194)
- Fredrik I (1194-1198)
- Leopold VI (1198-1230)
- Fredrik II (1230-1246)

### Interregnum
- Hermann I av Baden (1248-1249)
- Fredrik I av Baden-Baden (1250-1251)
- Ottokar II Přemysl (1251-1278)
- Rudolf I (1278-1282)

### Huset Habsburg

Ärkehertigdömet Österrike (1512).

- Albrekt I (1282-1308)
- Fredrik I (1308-1330)
- Leopold I (1308-1326)
- Albrekt II (1330-1358)
- Otto (1330-1339)
- Rudolf IV (1358-1365)

I arvdelningen efter Rudolf IV uppstår först två, sedan ytterligare släktlinjer vars överhuvuden innehar hertigtiteln. Först under Maximilian I förenas alla habsburgska länderna igen

#### Albertinska linjen
- Albrekt III (1365-1395)
- Albrekt IV (1395-1404)
- Albrekt V (1404-1439)
- Ladislaus Postumus (1440-1457)

#### Leopoldinska linjen
- Leopold III (1365-1386)
- Leopold IV (1386-1411)
- Wilhelm (1386-1406)
- Ernst (1406-1424)
- Fredrik IV (1406-1439)
- Fredrik V (1439-1493)
- Siegmund (1439-1490)
- Albrekt VI (1446-1463)

## Ärkehertigar 1457-1804

### Huset Habsburg
- Albrekt VI 1457-1463
- Fredrik V 1463-1493
- Maximilian I 1493-1519
- Karl I 1519-1556
- Ferdinand I 1556-1564
- Maximilian II 1564-1612
- Rudolf II 1576-1612
- Matthias 1612-1619
- Ferdinand II 1619-1637
- Ferdinand III 1637-1657
- Leopold I 1658-1705
- Josef I 1705-1711
- Karl VI 1711-1740
- Maria Theresia 1740-1780

### Huset Lothringen
- Frans I 1745-1765 (samregent med sin hustru Maria Theresia)

### HusetHabsburg-Lothringen
- Josef II 1765-1790 (samregent med sin mor Maria Theresia till 1780)
- Leopold II 1790-1792
- Frans II 1792-1804 (som kejsare från 1804: Frans I)

## Kejsare av Österrike 1804-1918

Kejsardömets statsvapen.

Samtliga tillhörde Huset Habsburg-Lothringen
| Nr | Porträtt | Namn                      | Regeringstid     | Regeringstid     | Släktskap till företrädare | Gemål                           | Notering |
| Nr | Porträtt | Namn                      | Tillträdde       | Frånfälle        | Släktskap till företrädare | Gemål                           | Notering |
| -- | -------- | ------------------------- | ---------------- | ---------------- | -------------------------- | ------------------------------- | --- |
| 1  |          | Frans I (1768-1835)       | 11 augusti 1804  | 2 mars 1835      | -                          | Marie Ludovika Karolina Augusta | |
| 2  |          | Ferdinand I (1793-1875)   | 2 mars 1835      | 2 december 1848  | son                        | Maria Anna                      | |
| 3  |          | Frans Josef I (1830-1916) | 2 december 1848  | 21 november 1916 | brorson                    | Elisabeth "Sisi"                | Ende sonen begick självmord 1889 Överlevde yngre brodern 1:e brorsonen mördades 1914 i Sarajevo Överlevde 2:a brorsonen |
| 4  |          | Karl I (1887-1922)        | 21 november 1916 | 11 november 1918 | broderns sonson            | Zita                            | |

## Förbundspresidenter 1919-1938 och från 1945
Österrike annekterades av Nazityskland 1938. Efter ockupation av segrarmakterna i andra världskriget återetablerades en suverän statsbildning med Österrikiska statsfördraget 1955.